# 反文学論
『反文学論』は、柄谷行人による文芸時評集。1979年に冬樹社で刊行。1991年に講談社学術文庫、2012年に講談社文芸文庫で、各改訂文庫化された（文庫解説は島弘之）。
なお当時柄谷と、ニューアカの旗手と一括りにされていた栗本慎一郎にも同名の著書（文庫）がある。

## 概要
1970年代にアメリカより帰任した著者は、東京新聞で毎月連載した時評をまとめたもので、現在まで唯一の文芸時評集。大江健三郎の影響を脱し『枯木灘』を書いた中上健次が「得たもの」を称揚するところから始まっている、ポストモダンにおける文芸の在り方を模索している

### 小説への懐疑
『価値について』という章の中では、「エジソンはフランスに生まれていたら詩人になっていたはずだ」というエリック・ホッファーの言葉を引きながら、日本文学の小説中心主義への疑問を投げかけている。スポーツ新聞が当時実質的には野球の新聞であるのと同様に、文芸誌は実質的には（文学の様式には他に詩や戯曲などがあるのに）小説の雑誌になってしまっているとし、梶井基次郎の作品がなぜ詩とみなされず小説とみなされるのかという疑問を呈し、劇作家としての資質に恵まれながら小説に価値を置く社会に生まれてしまった三島由紀夫に同情する。
ちなみに著者の「小説に価値を置く近代」への懐疑・吟味は、本書以外でも表明され。作家批評「唐十郎の劇と小説」では、「私は小説が嫌いだ。小説が自明であるような近代の認識論的布置が嫌いで、それを切り裂きたい」などと宣言したこともあったし、『新現実』という雑誌での大塚英志との対談でも、「自分の文芸批評は小説に価値を置く近代への批判であったが、小説が没落したからやる意味がなくなった」と語っている。『近代文学の終わり』（インスクリプト）もそうである。

### 言語論
ブリース・バランの「言語について何も言わなかった哲学者でも、言語論を持っている」という言葉を紹介して「言語についていつも語っている者のほうに、むしろそれが欠けているかもしれない」と自説を付け加えている。

## 評価対象作品
- 三田誠広『僕って何』
- 村上龍『海のむこうで戦争がはじまる』
- 黒井千次『闇に落ちた種子』
- 安岡章太郎『放屁抄』
- 本田元弥『スペース・セールスマン』
- 宮本輝『泥の河』
- 中島梓の評論